# Ozero Zjartaj
Ozero Zjartaj (ryska: Озеро Жартай) är en sjö i Belarus.   Den ligger i voblasten Homels voblast, i den sydöstra delen av landet, 280 km sydost om huvudstaden Minsk. Ozero Zjartaj ligger 107 meter över havet. Arean är 0,27 kvadratkilometer.  Den sträcker sig 1,3 kilometer i nord-sydlig riktning, och 0,8 kilometer i öst-västlig riktning.
I omgivningarna runt Ozero Zjartaj växer i huvudsak blandskog. Runt Ozero Zjartaj är det glesbefolkat, med 10 invånare per kvadratkilometer.